# Občina Apače
Občina Apače (slovinsky Občina Apače, německy Abstall) je jednou z 212 občin ve Slovinsku. Nachází se na severovýchodě státu v Pomurském regionu na území historického Dolního Štýrska. Občinu tvoří 21 sídel, její rozloha je 53,5 km² a k 1. lednu 2017 zde žilo 3 544 obyvatel. Správním střediskem občiny je vesnice Apače. Občina vznikla v březnu 2006 vydělením z občiny Gornja Radgona.

## Geografie
Při severním okraji území protéká řeka Mura, která tvoří hranici s Rakouskem. Sousedními občinami jsou Gornja Radgona na jihovýchodě, Sveta Ana na jihu a Šentilj na západě.
Občinou prochází od východu k západu silnice č. 438. Při této silnici v délce zhruba 14 km je rozložena více než polovina všech vesnic v občině.

## Členění občiny
Občina se dělí na sídla:
- Apače
- Črnci
- Drobtinci
- Grabe
- Janhova
- Lešane
- Lutverci
- Mahovci
- Nasova
- Novi Vrh
- Plitvica
- Podgorje
- Pogled
- Segovci
- Spodnje Konjišče
- Stogovci
- Vratja vas
- Vratji Vrh
- Zgornje Konjišče
- Žepovci
- Žiberci